# Johnny Mercer
John Herndon Mercer (18. listopadu 1909 – 25. června 1976) byl americký textař, skladatel a zpěvák. Také byl výkonným pracovníkem nahrávací společnosti, který spolu s podnikateli z hudebního průmyslu Buddy DeSylvou a Glennem E. Wallichsem založil společnost Capitol Records.
Je nejlépe známý jako textař Tin Pan Alley, ale skládal i hudbu. Byl populárním zpěvákem, který nahrával své vlastní písně, ale také i písně napsané ostatními skladateli od poloviny 30. let do poloviny 50. let. Mercerovy písně patřily k nejpopulárnějším hitům té doby, například „Moon River“, „Days of Wine and Roses“, „Autumn Leaves“ a „Hooray for Hollywoodu“. Napsal texty k více než 1 500 písním, včetně skladeb pro Hollywoodské filmy a představení na Broadwayi. Získal devatenáct nominací na Oscara, z nichž proměnil čtyři a všechny za nejlepší původní píseň.

## Raná léta a původ
Mercer se narodil v Savannah ve státě Georgia, kde jedna z jeho prvních brigád v roce 1919, ve věku 10 let, bylo zametání podlahy v původním místě Leopold's Ice Cream. Mercer žil na Lincoln Street, blok od obchodu East Gwinnett a Habersham.
Mercerův otec George Anderson Mercer byl prominentním právníkem a developerem nemovitostí. Mercerova matka, Lillian Elizabeth (rozená Ciucevich), byla dcerou chorvatského otce, přistěhovalce, a matkou s irským původem. Lillian byla sekretářkou a druhou manželkou Mercerova otce. Lillianin otec, narozený v Lastově, v roce 1834 rodičům Ivaně Cucevic a Marijo Dundovic, byl obchodní námořník, který během americké občanské války řídil blokádu Unie. Mercer byl Georgův čtvrtý syn a jeho první syn s Lillian. Jeho pradědeček byl generál konfederace Hugh Weedon Mercer a byl přímým potomkem generála americké revoluční války Hugh Mercera, skotského vojáka a lékaře, který zemřel v bitvě u Princetonu. Mercer byl také vzdáleným bratrancem generála George S. Pattona.
Mercer miloval hudbu jako malé dítě a svůj hudební talent přisuzoval své matce, která mu zpívala různé balady. Mercerův otec také zpíval, většinou staré skotské písně. Když mu bylo šest měsíců, jeho teta mu řekla, že má cit pro hudbu, a později ho vzala na estrádu a představení, kde poprvé slyšel „coonské písně“ a ragtime. Jejich rodinný letní dům „Vernon View“ byl na přílivových vodách a Mercerova dlouhá léta, která strávil mezi mechovými stromy, bažinami slané vody a měkkými hvězdnými nocemi ho po letech inspirovala.
Mercerova expozice černé hudbě byla mezi bílými skladateli jeho generace jedinečná. Jako dítě měl Mercer afroamerické kamarády a sluhy. Rád také poslouchal rybáře a prodejce, kteří mluvili a zpívali v dialektu známém jako „Geechee“. Přitahovaly ho také služby černošského kostela. Mercer později uvedl: „Písně mě vždy fascinovaly víc než cokoli jiného“. Neměl žádné formální hudební vzdělání, ale do šesti let zpíval ve sboru a v 11 nebo 12 letech si zapamatoval téměř všechny písničky, které slyšel, a velmi se zajímal o to, kdo je napsal. Jednou se zeptal svého bratra, kdo je nejlepším skladatelem, a jeho bratr řekl, že Irving Berlin patří k tomu nejlepšímu z Tin Pan Alley.
Přes Mercerovo rané prozření k hudbě, jeho talent spočíval zjevně v tvorbě slov a zpěvu, nikoli v vytváření hudby, i když na počátku doufal, že se stane skladatelem. Kromě textů, které si Mercer zapamatoval, byl vášnivým čtenářem a psal dobrodružné příběhy. Jeho pokusy hrát na trubku a klavír nebyly úspěšné a nikdy mu nešlo číst hudební partitury, místo toho se spoléhal na svůj vlastní notační systém.
Jako teenager v jazzové éře byl produktem této doby. Hledal nahrávky v černošské sekci v Savannah a sám rád hrál díla raných velikánů černošského jazzu jako Ma Rainey, Bessie Smith a Louis Armstrong. Jeho otec vlastnil první auto ve městě a Mercerův dospívající společenský život byl obohacen o jeho řidičské privilegium, které někdy naráželo na nerozvážnost. Rodina vyrazila do hor poblíž Asheville v Severní Karolíně, aby unikla savanskému žáru, a tam se Mercer naučil tančit (od samotného Arthura Murraye) a flirtovat s "Southern belles", v obou případech mu velmi pomohla jeho přirozená schopnost pro rytmus. (Později Mercer napsal vtipnou píseň nazvanou „Arthur Murray Taught Me Dancing in a Hurry“.)
Mercer navštěvoval exkluzivní lesní školu Woodberry Forest School ve Virginii až do roku 1927. Ačkoli nebyl špičkovým studentem, byl činný v literárních a poezních kroužcích a jako autor vtipů pro školní noviny. Jeho láska ke klasické literatuře navíc rozšířila jeho již tak bohatou slovní zásobu a frazeologii. Začal čmárat důmyslné, někdy až napjaté rýmované fráze pro pozdější použití. Mercer byl také třídním klaunem, vtipákem a také členem „hopové“ komise, která si na akademické půdě rezervovala hudební zábavu.
Mercer byl již v raném věku poněkud pojmem v oblasti jazzu. Jeho ročenka uvádí: „Žádný orchestr ani nová produkce nelze autoritativně označit jako„ dobrou “, dokud na ni nebude uvedeno Johnnyho razítko schválení. Jeho schopnost„ zahřát se “za všech podmínek a za všech okolností je tajemná“. Mercer začal psát písně, jeho první rané dílo bylo „Sister Susie, Strut Your Stuff“, pomocí kterého se rychle naučil, jaký efekt měly písně na dívky.
Vzhledem k hrdé historii jeho rodiny a vztahům s Princetonem, New Jersey a Princetonskou univerzitou byl Mercer předurčen pro tamní školu, dokud finanční plány jeho otce na konci 20. let tyto plány nezměnily. Začal pracovat v otcově zotavujícím se podniku, vybíral nájem a zajišťoval pochůzky, ale brzy ho rutina a Savannah začaly nudit a vypadalo to, že odejde.

## Kariéra

### Začátky
Mercer se přestěhoval do New Yorku v roce 1928, když mu bylo 19 let. Hudba, kterou miloval, jazz a blues, vzkvétala právě v Harlemu a Broadway praskala muzikály a revue od George Gershwina, Colea Portera a Irvinga Berlina. Prvních několik zaměstnání Mercera bylo jako vedlejší herec. Zastrčený v bytě Greenwich Village s dostatkem času na ruce a rytmickým klavírem na hraní, Mercer se brzy vrátil ke zpěvu a textům. Zajistil si denní práci v makléřské společnosti a v noci zpíval. Když spojil svůj skromný příjem s příjmem svých spolubydlících, rozhodl se pokračovat v tom co dělá, občas jen o něco více než na ovesných vločkách. Jednou v noci se dostal do zákulisí Eddieho Cantora, aby mu nabídl komiksovou píseň, ale ačkoli Cantor tuto píseň nepoužil, začal podporovat Mercerovu kariéru. Mercerův první text k písni „Out of Breath (and Scared to Death of You)“, kterou složil přítel Everett Miller, se objevil v hudební revue The Garrick Gaieves v roce 1930. Mercer se na výstavě setkal se svou budoucí manželkou, sboristkou Ginger Meehan. Dříve byla jednou z mnoha sborových dívek zpěváka Bing Crosbyho. Prostřednictvím Millerova otce, výkonného ředitele významného hudebního vydavatelství T. B. Harmse, byla vydána první Mercerova píseň. Byla nahraná Joem Venutim a jeho New Yorkers.
Dvacetiletý Mercer začal navštěvovat společnost dalších skladatelů a učit se řemeslu. Odcestoval do Kalifornie, aby se ujal lyrické psací úlohy pro muzikál Paříž na jaře, a setkal se se svými idoly Bingem Crosbym a Louisem Armstrongem. Mercer si uvědomil, že upřednostňuje volně stojící lyrické psaní před psaním na vyžádání pro muzikály. Po svém návratu získal místo textaře ve společnosti Miller Music za plat 25 dolarů za týden, což mu poskytlo základní příjem a dostatečné vyhlídky na to, aby v roce 1931 zvítězil a oženil se s Ginger. Nová paní Mercerová opustila sbor a stala se švadlenou. Kvůli úspoře peněz se novomanželé přestěhovali k Gingerině matce v Brooklynu. Johnny informoval své vlastní rodiče až po svém sňatku, možná částečně proto, že věděl, že Ginger jako židovka nebude pohodlně sedět s některými členy jeho rodiny, a obával se, že se ho pokusí převědčit, aby si ji nebral. V roce 1932 vyhrál Mercer soutěž o zpěv s orchestrem Paula Whitemana, ale zpěv s kapelou jeho situaci nijak zvlášť nepomohl. Ještě 5. dubna tohoto roku debutoval s nahrávkou s orchestrem Franka Trumbauera. Mercer se poté učil u Yipa Harburga u skóre pro Americanu, revue s depresivním motivem známé jako „Bratře, můžeš ušetřit desetník?“, která poskytla Mercerovi neocenitelné zkušenosti. Během koncertu s Whitemanem nahrál dva duety s kolegou Jackem Teagardenem „Fare Thee Well to Harlem“ a „Christmas Night in Harlem“. Obě jsou mluvícími písněmi v těžkém černošském přízvuku. Po několika písních, které se během jeho působení u Whitemana nechytly, napsal a zazpíval „Pardon My Southern Accent“. Štěstí Mercera se dramaticky zlepšilo díky náhodnému spojení s Hoagy Carmichaelem narozeným v Indianě, který byl již známý standardem „Stardust“, kterého zaujal „mladý skákací muže z Georgie.“ Mercer, později známý za rychlé psaní textů strávil rok prací nad skladbami pro „Lazybones“, které se staly hitem týden po svém prvním rozhlasovém vysílání, a každý z nich získal velkou odměnu ve výši 1250 $. Regionální píseň v pseudočernošském dialektu zachycovala dobovou náladu, zejména na venkově v Americe. Mercer se stal členem ASCAP a uznávaným „bratrem“ v bratrství Tin Pan Alley, mimo jiné obdržel gratulace od Irvinga Berlina, George Gershwina a Colea Portera. Paul Whiteman přilákal Mercera zpět do svého orchestru (zpíval, psal komiksy a skládal písně) a dočasně ukončil spolupráci s Carmichaelem.
Během zlatého věku sofistikovaných populárních písní z konce dvacátých a počátku třicátých let byly písně uváděny do revue s minimálním ohledem na integraci zápletky. Ve třicátých letech došlo k posunu od revue k divadelním a filmovým muzikálům s použitím písně k dalším zápletkám. Poptávka po samostatných písních se odpovídajícím způsobem, které právě Mercer upřednostňoval. Ačkoli se tedy etabloval v hudebním světě v New Yorku, když mu byla nabídnuta práce v Hollywoodu skládat písně a hrát v nízkorozpočtových muzikálech pro RKO, přijal a následoval svůj idol Binga Crosby na západ.

### Léta v Hollywoodu
Teprve když se Mercer přestěhoval do Hollywoodu v roce 1935, byla zajištěna jeho kariéra.
Psaní písní pro filmy nabízelo dvě odlišné výhody. Použití citlivých mikrofonů pro nahrávání a synchronizace rtů předem nahraných skladeb osvobodilo skladatele od závislosti na dlouhých samohláskových zakončeních a dlouhých trvalých notách vyžadovaných pro živé vystoupení. Účinkující jako Fred Astaire a Ginger Rogers nyní mohli zpívat více konverzačně a nonšalantně. Mercer, jako zpěvák, byl naladěn na tento posun a jeho styl dokonale vyhovoval potřebám.
Prvním Mercerovým hollywoodským úkolem nebylo Astaire-Rogers vehicle, o kterém snil, ale vysokoškolský muzikál z B-filmu Old Man Rhythm, ke kterému přispěl dvěma nevýraznými písněmi a ještě horším herectvím. Jeho další projekt, To Beat the Band, byl dalším propadákem, ale vedl ke schůzce a spolupráci s Fredem Astaireem na ne moc úspěšné písni „Stavím se na hrozném propuštění“.
Mercer, zaplavený leskem Hollywoodu, zjistil, že mu jeho milovaný jazz a noční život chybí. Jak napsal: „Hollywood nikdy nebyl takovým nočním městem. Každý musel vstávat příliš brzy ... lidé od filmu byli v posteli se slepicemi (nebo navzájem).“ Mercer nyní tvrdě pracoval pro Binga Crosbyho. Bohužel také začal více pít a byl náchylný k brutálním výbuchům, když byl pod vlivem alkoholu, což ostře kontrastovalo s jeho obyčejně geniálním a gentlemanským chováním. Často, jako omluvu za své chování, posílal druhý den kytici tomu koho v opilosti urazil.
Mercerova první velká hollywoodská satirická píseň „I'm an Old Cowhand from the Rio Grande“, byla inspirována výletem po Texasu (napsal hudbu i text). Tu zazpíval Crosby ve filmu Rhythm on the Range z roku1936 a odtamtud vzlrostl zájem o Mercera jako o textaře. Jeho druhým hitem toho roku byla „Goody Goody“, hudba Matty Malnecka. V roce 1937 začal Mercer pracovat ve studiu Warner Brothers, kde pracoval se zkušeným skladatelem Richardem Whitingem (Ain't We Got Fun?). Brzy produkoval písně „Too Marvelous for Words“, následovaný „Hooray for Hollywoodu“, zahajovací číslo ve filmu Hollywood Hotel a nyní ústřední melodie pro cokoli o městě. Po Whitingově náhlé smrti na infarkt se Mercer spojil s Harrym Warrenem a vytvořil film „Jeepers Creepers“, který Mercerovi vynesl první nominaci na Oscara za nejlepší píseň (1938). Další hit s Warrenem v roce 1938 byl „You Must Have Been a Beautiful Baby“. Dvojice také vytvořila „Hooray for Spinach“, komiksovou píseň vytvořenou pro film Naughty but Nice z roku 1939.
Během přestávky ve Warners, Mercer oživil svou pěveckou kariéru. Připojil se k neformálním představením zpěváka Binga Crosbyho, které pořádal „klub Westwood Marching and Chowder Club“, který zahrnoval mnoho hollywoodských osobností a spojil Crosbyho a Boba Hope. Mercer pro sebe a Crosbyho napsal řadu duetů, několik jich bylo nahráno a dva „Mr. Gallagher and Mr. Shean“ (1938) a „Mister Meadowlark“ (1940) se staly hity.
Mercer byl pozván do rozhlasové show Camel Caravan v New Yorku, aby zazpíval své hity a vytvořil satirické písně, například „You Ought to be in Pittsburgh“, parodie „You Ought to be in Pictures“, s orchestrem Bennyho Goodmana, poté se stal konferenciérem celostátně vysílané show na několik měsíců. Krátce následovaly další dva hity „Day In, Day Out“ a „Fools Rush In“ (oba s hudbou od Rube Bloom) a Mercer v krátkém pořadí měl pět z deseti nejlepších písní v populární rozhlasové show Your Hit Parade. Během svého pobytu v New Yorku založil Mercer také krátkodobou vydavatelskou společnost. Na šťastné vlně uskutečnil Mercer muzikál s Hoagy Carmichaelem, ale Walk with Music (původně nazvaný Three After Three) byla bomba a kvalita příběhu neodpovídala hodnocení diváků. Dalším zklamáním pro Mercera byl výběr Johnnyho Burkea jako dlouhodobého skladatele Hope-Crosby „Road pictures“.
Krátce nato se Mercer setkal s ideálním hudebním spolupracovníkem v podobě Harolda Arlena, jehož skladby ovlivněné jazzem a bluesem poskytly Mercerovým propracovaným idiomatickým textům perfektní hudební prostředek. Nyní Mercerovy texty začaly zobrazovat kombinaci sofistikovaného vtipu a jižní regionální lidové mluvy, které charakterizují některé z jeho nejlepších písní. Jejich prvním hitem byl „Blues in the Night“ (1941), který Arthur Schwartz prohlásil za „pravděpodobně největší bluesovou píseň, která kdy byla napsána.“
Dále složil skladby mimo jiné „One for My Baby (and One More for the Road)“ (1941), „Ac-Cent-Tchu-Ate the Positive“ (1944), The Old Black Magic “(1942), a Come Rain or Come Shine “(1946).
„Come Rain“ byl jediným Mercerovým hitem na Broadwayi, složeným pro show St. Louis Woman s Pearl Baileym. Film „The Atchison, Topeka and the Santa Fe“ s hudbou Harryho Warrena byl pro Judy Garland ve filmu Harvey Girls z roku 1946 velkým úspěchem a po osmi neúspěšných nominacích získal Mercerovi první ze svých čtyř Oscarů za nejlepší píseň.
Mercer se znovu spojil s Hoagym Carmichaelem ve filmech „Skylark“ (1941) a o deset let později v Oscaru oceněném „In the Cool, Cool, Cool of the Evening“ (1951). S Jerome Kernem vytvořil Mercer skladby pro Freda Astaira a Ritu Hayworthovou You Were Never Lovelier ve filmu stejného jména a také ve filmu „I'm Old Fashioned".
Mercer založil společnost Capitol Records v Hollywoodu v roce 1942 za pomoci producenta Buddyho DeSylvy a majitele obchodu s nahrávkami Glena Wallichse. Spoluzaložil také Cowboy Records. Jako aktivní zakladatel ve vedení Capitol Records během 40 let spolupracoval s mnoha významnými nahrávacími umělci, včetně Nat „King“ Colea. Také mu to dalo prostor pro jeho vlastní nahrávky. Jeho hit „Strip Polka“ byl jeho třetím vydáním. Ale Mercer nahrával nejen své vlastní písně, ale i písně ostatních. Čtyři miliony prodaných kopií byly jeho vlastní skladby „Ac-Cent-Tchu-Ate the Positive“ a „On the Atchison, Topeka a Santa Fe“ a dva od dalších skladatelů „Candy“ a „Personality“. Píseň, která přežila, je jeho nahrávka Zip-a-Dee-Doo-Dah, napsaná Allie Wrubel, s hudbou od Ray Gailbert, texty, pro Disney film z roku 1946, Song of the South. Mercerova nahrávka byla vrcholným hitem osm týdnů. Dnes je i nadále písní, která se nejvíce hraje na satelitním kanálu Sirius ze 40. let.
Mercer do poloviny 40. let měl pověst jednoho z předních hollywoodských textařů. Byl přizpůsobivý, pozorně poslouchal, absorboval melodii a poté ji transformoval do svého vlastního stylu. Stejně jako Irving Berlin byl blízkým stoupencem kulturní módy a měnícího se jazyka, což částečně odpovídalo za jeho dlouhodobý úspěch. Miloval mnoho slov (Too Marvelous for Words), včetně slovních hříček (Strip Polka) a současných výrazů („G. I. Jive“). Miloval také zvuky, zejména zvuky píšťalky vlaků v Blues in the Night “a„ On the Atchison, Topeka a Santa Fe. “V chytrosti jeho textů se řadí k Cole Porterovi a Larrymu Hartovi.
Mercer raději otextovával hudbu jako první, vzal si ji domů a pracoval na ní. Tvrdil, že skladatelé s touto metodou nemají problém, pokud se vrátí s texty. Pouze s Arlenem a Whitingem občas Mercer pracoval bok po boku.
Mercer byl často žádán, aby psal nové texty k již populárním melodiím. Texty „Laura“, „Midnight Sun“ a „Satin Doll“ byly napsány poté, co se melodie staly hity. Byl také požádán, aby složil anglické texty k zahraničním písním, nejznámějším příkladem je „Autumn Leaves“. založený na francouzštině "Les Feuilles Mortes".

### Rozhlasové programy
V roce 1943 byl Johnny Mercer's Music Shop letní náhradou za The Pepsodent Show na NBC. Mercer byl hvězdou a zpěváci Ella Mae Morse a Jo Stafford byli pravidelnými účastníky programu, s hudební podporou The Pied Pipers a Paula Westona a jeho orchestru. Chesterfield Music Shop byl podobný program v 15minutové verzi, který byl vysílán v roce 1944.

### 1950-1970
V padesátých letech příchod rock and rollu a přechod jazzu na „bebop“ hluboce zasáhly Mercerovo přirozené publikum a dramaticky zúžily dějiště jeho písní. Jeho neustálý řetězec hitů skončil, ale mnoho skvělých písní mělo teprve přijít. Mercer psal pro některé filmy MGM, včetně Seven Brides for Seven Brothers (1954) a Merry Andrew (1958). V 50. letech spolupracoval na třech muzikálech na Broadwayi - Top Banana (1951), Li'l Abner (1956) a Saratoga (1959).
Mercer příležitostně vystupoval v televizi. V sezóně 1953–1954 hostoval jako sám v pořadu ABC Jukebox Jury, hudebním / kvízovém programu, podle kterého celebrity posuzují nejnovější vydání nahrávacích společností. V roce 1954 se objevil na NBC The Donald O'Connor Show.
Mezi jeho úspěšnější písně z 50. let patří „The Glow-Worm“ (zpívané Mills Brothers) a „Something's Gotta Give“. V roce 1961 napsal texty k písni „Moon River“ pro Audrey Hepburnovou v Breakfast at Tiffany's a pro Days of Wine and Roses, oba s hudbou Henryho Manciniho a Mercer získal třetího a čtvrtého Oscara za nejlepší píseň. Tento skladatelský tým získal Oscara poprvé dvakrát za sebou. Mercer, také s Mancinim, napsal „Charade“ pro romantický thriller se stejným názvem s Carym Grantem a Audrey Hepburnovou z roku 1963. Klasiku Tonyho Bennetta „I Wanna Be Around“ napsal Mercer v roce 1962, stejně jako hit pro Sinatru „Summer Wind“ z roku 1965.
Vysokou úctu k Mercerovi, lze také spatřit v tom, že se v roce 1964 stal jediným textařem, jehož práce byla zaznamenána jako svazek oslavných písní v albu pro Ellu Fitzgeraldovou pro značku Verve. Přesto Mercer vždy zůstal pokorný ohledně své práce, přisuzoval svůj úspěch štěstí a dobrému načasování. Rád vyprávěl příběh o tom, jak mu byla nabídnuta práce na tvorbě textů hudby Johnnyho Mandela ve filmu Sandpiper, jen aby producent odmítl jeho texty. Producent nabídl provizi Paulovi Francisi Websterovi a výsledkem byl film „The Shadow of Your Smile“, který se stal obrovským hitem a získal Oscara za nejlepší původní píseň z roku 1965. Mercer a Mandel však spolupracovali na písni Emily z roku 1964 k filmu The Americanization of Emily v hlavní roli s Julie Andrewsovou.
V roce 1969 Mercer pomohl vydavatelům Abe Olmanovi a Howie Richmondovi založit síň slávy skladatelů Národní akademie populární hudby. V roce 1971 představil Mercer retrospektivu své kariéry pro „Lyrics and Lyricists Series“ v New Yorku, včetně souhrnu jeho „největších hitů“ a představení Margaret Whiting. To bylo nahráno živě jako Večer s Johnnym Mercerem. V roce 1974 spolupracoval na West End produkci The Good Companions.V roce 1974 v Londýně nahrál dvě alba svých písní s orchestrem Pete Moore a s Harry Roche Constellation, později je sestavil do jednoho alba a vydal jako ... My Huckleberry Friend: Johnny Mercer Sings the Songs of Johnny Mercer.
V jeho pozdním životě se Mercer spřátelil s pianistkou Emmou Kelly, které dal přezdívku „Dáma šesti tisíc písní“, protože odhadoval, že z paměti znala šest tisíc písní.

### Posmrtný úspěch
Ve svém posledním roce si Mercer oblíbil popového zpěváka Barryho Manilowa, zčásti proto, že Manilowova první hitová nahrávka byla píseň s názvem „Mandy“, která byla i jménem Mercerovy dcery Amandy. Po Mercerově smrti v roce 1976 na nádor na mozku, věnovala jeho vdova, Ginger Mehan Mercer, několik nedokončených textů Manilowi, aby se případně vyvinuly v úplné písně. Mezi nimi bylo i dílo s názvem „When October Goes“, melancholická vzpomínka na ztracenou lásku. Manilow aplikoval svou vlastní melodii na lyriku a vydal ji jako singl v roce 1984, kdy se dostala do top 10 hitů Adult Contemporary ve Spojených státech. Píseň se od té doby stala jazzovým standardem, mimo jiné s významnými nahrávkami Rosemary Clooney, Nancy Wilson a Megon McDonough.

## Styl zpěvu
Mercer je také považován za zpěváka s lidovou kvalitou, byl přirozený pro své vlastní písně jako „Ac-Cent-Tchu-Ate the Positive“, „On the Atchison, Topeka and the Santa Fe“, „One for My“ Dítě (a ještě jedna na cestu) “a„ Lazybones “. Byl považován za prvotřídního umělce své vlastní práce.
Napsal „One for My Baby (and One More for the Road)“ - jeden z nejznámějších torch songů všech dob, napsal ho na ubrousek, když seděl u baru u P. J. Clarka, když byl barmanem Tommy Joyce. Následujícího dne Mercer zavolal Joyce, aby se omluvil za řádek „Takže, připrav je, Joe,“ s vysvětlením „Nemohl jsem přimět tvé jméno k rýmování.“
ATCO Records vydala Two of a Kind v roce 1961, duetové album Bobbyho Darina a Johnnyho Mercera s Billy Mayem a jeho orchestrem, produkované Ahmetem Ertegunem.

## Osobní život
V roce 1931 se Mercer oženil s Ginger Meehan, sboristkou, později švadlenou; a v roce 1940, když mu bylo 30, si jako rodina adoptovali dceru Amandu („Mandy“). V roce 1960 se Mandy provdala za Boba Corwina, klavíristu Peggy Lee, Anity O'Day a Carmen McRae.
V roce 1941 zaháji Mercer poměr s 19letou Judy Garlandovou, zatímco byla zasnoubená se skladatelem Davidem Roseem. Garland ukončila svůj poměr, když se provdala za Rose, ale přetrvávající emoční dopad jejich vztahu přidal hloubku jeho textům. V pozdějších letech Garland a Mercer znovu zahájili svůj poměr. Mercer uvedl, že jeho píseň „I Remember You“ byla nejpřímějším vyjádřením jeho citů k Judy.
Mercer zemřel 25. června 1976 na neoperovatelný nádor na mozku v sousedství Bel Air v Los Angeles v Kalifornii. Byl pohřben na historickém hřbitově Bonaventure v Savannahu. Jednoduchá karikatura kresby čar zdobící jeho pamětní lavici je reprodukcí autoportrétu.

## Ocenění a odkaz

### Ocenění akademie
Mercer získal čtyři Oscary z osmnácti nominacích za nejlepší původní píseň
- 1946: „On the Atchison, Topeka and the Santa Fe“ (hudba Harryho Warrena) pro The Harvey Girls
- 1951: „In the Cool, Cool, Cool of the Evening“ (hudba Hoagy Carmichael) pro Here Comes the Groom
- 1961: „Moon River“ (hudba Henry Mancini) k snídani u Tiffanyho
- 1962: „Dny vína a růží“ (hudba Henry Mancini) pro Dny vína a růží

Mercer byl také nominován na Oscara za nejlepší hudbu za spolupráci s Mancinim z roku 1970 Darling Lili.

## Písně
| Rok vydání | Název písně                                   | Autor hudby                      |
| ---------- | --------------------------------------------- | -------------------------------- |
| 1933       | "Lazy Bones"                                  | Hoagy Carmichael                 |
| 1934       | "P.S. I Love You"                             | Gordon Jenkins                   |
| 1936       | "Goody Goody"                                 | Matty Malneck                    |
| 1936       | "I'm an Old Cowhand from the Rio Grande"      | Johnny Mercer                    |
| 1937       | "Hooray for Hollywood"                        | Richard A. Whiting               |
| 1937       | "Too Marvelous for Words"                     | Richard A. Whiting               |
| 1938       | "Jeepers, Creepers!"                          | Harry Warren                     |
| 1938       | "You Must Have Been a Beautiful Baby"         | Harry Warren                     |
| 1938       | "When a Woman Loves a Man"                    | Bernie Hanighen, Gordon Jenkins  |
| 1939       | "And the Angels Sing"                         | Ziggy Elman                      |
| 1939       | "Cuckoo in the Clock"                         | Walter Donaldson                 |
| 1939       | "Day In, Day Out"                             | Rube Bloom                       |
| 1939       | "I Thought About You"                         | Jimmy Van Heusen                 |
| 1939       | "Wings Over the Navy"                         | Harry Warren                     |
| 1940       | "Fools Rush In"                               | Rube Bloom                       |
| 1941       | "Blues in the Night"                          | Harold Arlen                     |
| 1941       | "I Remember You"                              | Victor Schertzinger              |
| 1941       | "Tangerine"                                   | Victor Schertzinger              |
| 1941       | "This Time the Dream's on Me"                 | Harold Arlen                     |
| 1942       | "Moon Dreams"                                 | Chummy MacGregor (co-writer)     |
| 1942       | "Dearly Beloved"                              | Jerome Kern                      |
| 1942       | "Hit the Road to Dreamland"                   | Harold Arlen                     |
| 1942       | "I'm Old Fashioned"                           | Jerome Kern                      |
| 1942       | "Skylark"                                     | Hoagy Carmichael                 |
| 1942       | "That Old Black Magic"                        | Harold Arlen                     |
| 1942       | "Trav'lin' Light"                             | Jimmy Mundy, Trummy Young        |
| 1943       | "Dream"                                       | Johnny Mercer                    |
| 1943       | "My Shining Hour"                             | Harold Arlen                     |
| 1943       | "One for My Baby (and One More for the Road)" | Harold Arlen                     |
| 1944       | "Ac-Cent-Tchu-Ate the Positive"               | Harold Arlen                     |
| 1944       | "G.I. Jive"                                   | Johnny Mercer                    |
| 1944       | "How Little We Know"                          | Hoagy Carmichael                 |
| 1945       | "Laura"                                       | David Raksin                     |
| 1945       | "Out of This World"                           | Harold Arlen                     |
| 1946       | "Any Place I Hang My Hat Is Home"             | Harold Arlen                     |
| 1946       | "I Had Myself a True Love"                    | Harold Arlen                     |
| 1946       | "Come Rain or Come Shine"                     | Harold Arlen                     |
| 1946       | "On the Atchison, Topeka and the Santa Fe"    | Harry Warren                     |
| 1947       | "Autumn Leaves"                               | Joseph Kosma                     |
| 1951       | "In the Cool, Cool, Cool of the Evening"      | Hoagy Carmichael                 |
| 1952       | "I Wanna Be a Dancing Man"                    | Harry Warren                     |
| 1952       | "The Glow-Worm"                               | Paul Lincke                      |
| 1953       | "Satin Doll"                                  | Duke Ellington, Billy Strayhorn  |
| 1954       | "Midnight Sun"                                | Lionel Hampton, Sonny Burke      |
| 1954       | "Something's Gotta Give"                      | Johnny Mercer                    |
| 1956       | "I'm Past My Prime"                           | Gene de Paul                     |
| 1956       | "Jubilation T. Cornpone"                      | Gene de Paul                     |
| 1956       | "Bernardine"                                  | Johnny Mercer                    |
| 1956       | "Technique"                                   | Johnny Mercer                    |
| 1959       | "I Wanna Be Around"                           | Johnny Mercer, Sadie Vimmerstedt |
| 1961       | "Moon River"                                  | Henry Mancini                    |
| 1962       | "Days of Wine and Roses"                      | Henry Mancini                    |
| 1962       | "Drinking Again"                              | Doris Tauber                     |
| 1963       | "Charade"                                     | Henry Mancini                    |
| 1963       | "Meglio stasera" (It Had Better Be Tonight)   | Henry Mancini                    |
| 1964       | "Emily"                                       | Johnny Mandel                    |
| 1964       | "Lorna"                                       | Mort Lindsey                     |
| 1964       | "Talk to Me, Baby"                            | Bobby Dolan                      |
| 1965       | "Summer Wind"                                 | Henry Mayer                      |
| 1970       | "Whistling Away the Dark"                     | Henry Mancini                    |
| 1973       | "The Phony King of England"                   | Johnny Mercer                    |
| 1984       | "When October Goes"                           | Barry Manilow                    |
| 1988       | "If It Can't Be You"                          | Barry Manilow                    |
| 1988       | "At Last"                                     | Barry Manilow                    |
| 1988       | "Heart of Mine, Cry On"                       | Barry Manilow                    |
| 1988       | "When The Meadow Was Bloomin' "               | Barry Manilow                    |
| 1988       | "Just Remember"                               | Barry Manilow                    |
| 1988       | "Can't Teach My Old Heart New Tricks"         | Barry Manilow                    |

## Diskografie
- Johnny Mercer Sings (Capitol, 1950)
- Two of a Kind with Bobby Darin (ATCO, 1961)
- Johnny Mercer with Paul Weston's Orchestra 1944 (Hindsight, 1980)
- Sweet Georgia Brown with Paul Weston (Hindsight, 1995)
- Johnny Mercer Sings Personality (ASV-Living Era, 2002)
- Johnny Mercer: Mosaic Select #28 (Mosaic, 2007)
- Mercy Sings Mercer (Capitol, 2009)